# Machacalis
Machacalis é um município brasileiro do estado de Minas Gerais. Em 2022 sua população foi recenseada em 6 487 habitantes.
A pequena cidade, com grande riqueza cultural, foi fundada por Exuperio Pereira, um bandeirante paulista. Inicialmente, pertencia a Águas Formosas, mas teve a emancipação em 1.953 pela lei estadual nº 1039, de 12 de dezembro de 1953 , que desmembra do município de Águas Formosas o distrito de Norte.
O município recebeu esse nome em homenagem aos povos indígenas Maxakali, habitantes originários, que ocupavam uma área compreendida entre os rios Pardo e o Doce, correspondente ao sudeste da Bahia, o nordeste de Minas Gerais e o norte do Espírito Santo.
O gentílico de quem é natural desse município é machacaliense.